# Гор (провинција)
Гор (перс. غور), познат и као Гоур (планине или горе") једна је од 34 провинције Авганистана. Налази се у централном дијелу земље.
На западу се граничи са провинцијом Херат, на истоку са Бамијаном, на сјеверу са Фарјабом и на југу са Хелмандом.
У средњем вијеку провинција је била средиште државе Хуриди.
Провинција има површину од 36.479 км² и 680.200 становника (2007). Административни центар покрајине је град Чагчаран.